# Eremosyne pectinata
Eremosyne pectinata és l'única espècie de planta amb flors del gènere monotípic Eremosyne dins la família de les escal·loniàcies (Escalloniaceae). És endèmica del sud-oest d'Austràlia

## Descripció
És una planta herbàcia anual amb molts tricomes, les fulles basals es disposen en una roseta, les caulinars ho fan de manera alternada, addicionalment, a la tija floral hi ha bràctees, que semblen fulles palmades amb entre 5 i 7 lòbuls, disposades de manera alternada. Les flors són petites, hermafrodites amb el periant actinomorf, el calze és format per cinc sèpals, units a la part inferior, la corol·la consta de cinc pètals blancs. A l'androceu hi ha cinc estams amb anteres amb dues teques. El gineceu és format per dos carpels units, l'ovari és semi-ínfer, uni o bilocular, placentació axil·lar i un sol òvul per lòcul. Les flors s'agrupen en inflorescències cimoses en dicasi. El fruit és una càpsula dehiscent de manera loculicida amb nombroses llavors.

## Taxonomia
Aquesta espècie i el gènere Eremosyne van ser publicats per primer cop l'any 1837 a l'obra Enumeratio plantarum quas in Novae Hollandiae ora austro-occidentali ad fluvium Cygnorum et in sinu Regis Georgii collegit Carolus Liber Baro de Hügel botànic austríac Stephan Friedrich Ladislaus Endlicher (1804-1849).

### Història taxonòmica
Quan va ser descrita l'any 1837, l'espècie i el gènere van se assignats a la família de les saxifragàcies (Saxifragaceae), l'any 1959 botànic anglès James Edgar Dandy (1903-1976) va crear la família de les eremosinàcies (Eremosynaceae), descrivint-la al primer volum de la segona edició de l'obra The Families of Flowering Plants, editada pel botànic anglès John Hutchinson (1884-1972). Tanmateix, a classificacions antigues clàssiques com ara el sistema Cronquist (1981) encara s'ubicaven dins les saxifragàcies. En canvi, al sistema Takhtajan del 1997, es reconeixia la família de les eremosinàcies.
L'any 1997 es va publicar un estudi filogenètic on es demostrava que Eremosyne pectinata no tenia una relació propera amb les saxifragàcies, que se circumscriuen dins del clade de les ròsides, i, en canvi, presentava una estreta relació amb membres de les astèrides, especialment amb el gènere Escallonia.
A la primera versió del sistema de classificació APG (1998) es va reconèixer la família de les eremosinàcies, però no va ser ubicada dins de cap ordre concret sinó dins el clade anomenat euasterids II, un subclade de les astèrides. A la segona versió d'aquest sistema de classificació filogenètica, APG II (2003), tampoc no va ser inclosa a cap ordre.A la tercera versió, APG III (2009) es va determinar que els gèneres de les Escalloniaceae, Eremosynaceae, Polyosmaceae i Tribelaceae formaven clarament un clade, que es va reconèixer donant l'actual família de les escal·loniàcies (Escalloniaceae), al mateix que va ser assignada al seu propi ordre, el de les escal·lonials (Escalloniales), que van ser ubicades al clade de les campanúlides (campanulids), fins llavors anomenat euasterids II.